# Mezquita Al Saleh
La Mezquita Al Saleh (en árabe: جامع الصالح‎) es la mezquita más grande y moderna de Saná, Yemen. Está situada en la periferia sur de la ciudad y fue inaugurada en noviembre de 2008 por el presidente de Yemen Ali Abdullah Saleh. La mezquita, de 27 300 m², tiene un sala central de 13 596 m² y capacidad para 44 000 fieles. La construcción del edificio costó aproximadamente sesenta millones de dólares. Abierta a no musulmanes, la mezquita es frecuentada por turistas y promueve el islam moderado. Tras la ruptura de la alianza entre Saleh y los hutíes a principios de diciembre, que concluyó con la muerte del antiguo presidente Ali Abdullah Saleh, las autoridades hutíes decidieron renombrar la mezquita «Mezquita del Pueblo».

## Historia
El Presidente de Yemen fue criticado en 2008 por emprender un proyecto tan grandioso cuando el país estaba sufriendo problemas socioeconómicos. Se produjeron varios accidentes durante su construcción: los minaretes se derrumbaron varias veces, provocando varios fallecimientos. También se construyeron en la parcela el colegio islámico y el jardín situado junto a la mezquita. Se afirma que Hayel Said, un empresario local, fue amenazado con represalias y la anulación de sus licencias comerciales si no pagaba la construcción de la mezquita.
La mezquita fue escenario de combates durante el conflicto entre las fuerzas hutíes y pro-Saleh en diciembre de 2017. En esa época, se rumoreaba en Saná que los hutíes querían repintar la cúpula de la mezquita de color verde. La Mezquita Al Saleh aparece en la moneda yemení, en concreto en los billetes de 250 riales emitidos en 2009.

## Arquitectura
La mezquita fue construida usando diferentes tipos de piedra, incluido basalto negro y caliza de color rojo, blanco y negro. El edificio es comparado en belleza y elegancia con la Masjid al-Haram de La Meca. Fue construida en una fusión de la arquitectura yemení y los estilos islámicos, con muchos versos del Corán inscritos en las paredes. El estilo del edificio es denominado «arquitectura himyarita».
La mezquita tiene techos de madera y siete cúpulas decoradas. Hay cinco cúpulas en el techo principal, y la cúpula principal tiene un diámetro de 27,4 m y una altura de 39,6 m sobre el techo. Las otras cuatro cúpulas miden 15,6 m con una altura de 20,35 m sobre el techo. Las ventanas con vidrieras son conocidas localmente como qamariyah. De las quince puertas de madera, diez de ellas están situadas en los lados este y oeste, y cinco en el lado sur, hacia el colegio islámico y las áreas de ablución. Las puertas tienen una altura de 22,86 m y tienen patrones de cobre grabados en ellas. Cuatro de los seis minaretes tienen 160 m de altura.
El espacio interior tiene una altura de 24 m del suelo al techo. La alfombra de felpa contiene intrincados patrones, y las grandes lámparas de araña tienen patrones coloridos y semejantes a una flor. El edificio de tres plantas que alberga el colegio coránico también contiene bibliotecas y más de veinte aulas y espacio para alojar a seiscientos estudiantes. Hay tres grandes habitaciones que son específicamente para mujeres; una sala pequeña tiene capacidad para dos mil mujeres.
La mezquita tiene modernos sistemas centrales de aire acondicionado y megafonía, así como medidas de seguridad completas, incluidos perros detectores de bombas. El edificio es iluminado por la noche. Thorn Lighting International, a través de su distribuidor Al Zaghir, fue el contratista de iluminación. Diah International fue el subcontratista de ingeniería civil y mecánica; Sodaco Engineering & Contracting también proporcionaron servicios en la construcción del edificio.
Debido a que pueden visitar la mezquita personas de todas las religiones, hay turistas en gran número. La mezquita también difunde un islam moderado a un gran número de personas, lo que es considerado un elemento positivo a la luz de la influencia de Al Qaeda. Las mujeres rezan en una zona cerrada separada del salón central principal. La Mezquita Al Saleh es la única mezquita yemení donde la policía y los perros detectores de bombas inspeccionan a los fieles. Las oraciones también se retransmiten a través de la red de televisión nacional para llegar a un público más amplio.

## Situación

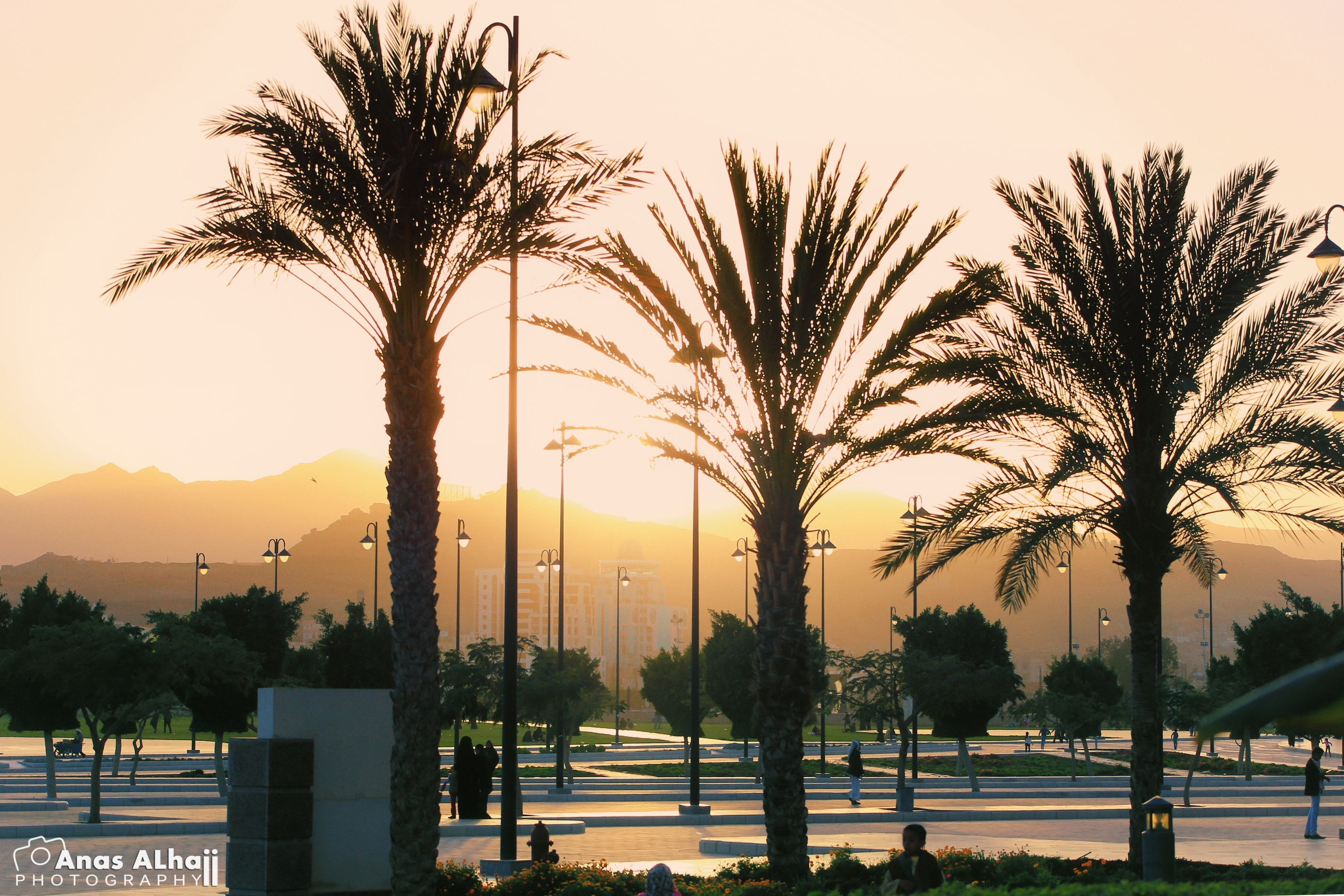
La plaza delante de la mezquita.

Situada cerca del palacio presidencial, la mezquita se encuentra en la Plaza Al Sabeen, que es la plaza más grande del país. La mezquita se construyó en una gran superficie de terreno que fue comprada a Beit Zuhra, de una conocida familia local; se dice que cuando Zuhra se negó a vender el terreno a un precio bajo, su hijo mayor fue secuestrado para pedir un rescate y liberado tres meses más tarde, después de que Zuhra aceptó vender el terreno para la mezquita a un precio bajo. Cerca hay un parque de atracciones llamado FunCity. Los terrenos incluyen extensos jardines, patios verdes y espacio de aparcamiento para miles de vehículos, parte de un plan de servicios integrados.